# 페임 (2009년 영화)
《페임》(영어: Fame)은 2009년 공개된 케빈 탄차로엔의 뮤지컬 영화로, 1980년 앨런 파커 감독의 동명 영화를 원작으로 한다. OST는 마크 아이셤이 작곡했다. 한국에서 기록한 관객 수는 약 64만 명이다.
발레부터 재즈, 아프리카 민속 무용, 탭 댄스, 힙합, 프리스타일까지 새로운 페임은 현대적인 감각을 선보인다.

## 줄거리
노래, 춤 연기, 연출 등 예술 분야에서 최고의 명성을 자랑하는 뉴욕예술학교. 전세계에서 내로라하는 아티스트들이 지원하지만 엄격한 오디션을 통과한 소수의 인재만이 들어갈 수 있는 이곳에 새로운 학생들이 들어온다. 카리스마 넘치는 가수 마르코, 청순한 외모의 배우 제니, 피아니스트이자 싱어인 데니스, DJ, 랩퍼 등 다재다능한 아티스트 말릭, 열정적인 연출가 네일, 발레로부터 모던 댄스까지 놀라운 재능을 가진 댄서 앨리스와 힙합 전문가 빅터까지. 모두가 최고라고 자부하지만 그 중에서도 상위 1%가 되기 위해 치열한 경쟁을 피해갈 수 없는 그들. 성취와 좌절, 사랑과 우정, 재능과 노력 사이에서 갈등하며 최고를 꿈꾸는 그들의 도전이 시작된다.

## 구성
실기시험 당일, 1학년, 2학년, 3학년, 그리고 졸업반 등 총 4개 구간으로 나눠져 극이 진행된다.

### 실기시험 당일 (AUDITION DAY)
뉴욕 전역에서 지원한 1만 명 이상 되는 지원자 중 200명만을 선발하는 실기시험이 진행된다. 학생들이 실기 시험을 치루는 장면들이 나와서 각각 캐릭터의 성격과 전공을 한눈에 파악할 수 있는 부분이다. 학생들의 첫만남이 이루어지기도 한다.

### 1학년 (FRESHMAN YEAR)
학생들 각자 실기시험을 본 대로 전공에 맞춰 수업을 듣는 장면들이 주를 이룬다.

### 2학년 (SOPHOMORE YEAR)
학생들이 자신이 원하는 것이 무엇인지 깨닫고 그 꿈을 이루기 위해 노력해가는 과정이 그려진다.

### 3학년 (JUNIOR YEAR)
학생들 모두가 시련을 겪는 시기. 꿈을 이루어가는 과정에서의 좌절, 성공을 위해 사랑을 포기하며 겪는 아픔 등 다양한 고난들이 그려진다.

### 졸업반 (SENIOR YEAR)
졸업 공연이 주를 이룬다. 주인공들의 꿈으로 인해 갈등을 겪었던 부모님들이 졸업식에 웃으며 참여하는 장면들을 통해 부모님들도 이들의 꿈을 받아들였음을 알 수 있다. 학생들은 각자가 꿈꿔왔던 위치에서 졸업 공연을 성공적으로 마친다.

## 등장인물

### 학생
마르코 (배우: 애셔 먼로)
실기 시험 과목_ 노래
어렸을 적부터 아버지의 식당에서 공연을 해온 덕에 뛰어난 노래 실력을 지니고 있다. 실기시험 당일날 첫만남에 제니에게 반하고 입학한 후에도 제니만을 따라다닌다. 소심한 성격 탓에 자기 재능을 발휘하지 못하는 제니에게 용기를 불어넣어주며 애인 이상의 조력자가 되준다.
제니 (배우: 케이 파나베이커)
실기시험 과목_　연기
배우가 꿈인 청순한 외모의 소유자. 뛰어난 노래 실력도 가지고 있지만 소심한 성격 탓에 재능껏 실력을 발휘하지 못한다. 큰 노력을 들이지 않고도 즐기기 위해 노래를 한다는 마르코에게 열등감을 느끼며 화를 내기도 한다. 하지만 곧 교수님의 가르침과 마르코의 영향을 받으며 연기와 노래를 즐기기 시작한다.
앨리스 (배우: 케링턴 페인)
실기시험 과목_　댄스
딸이 무용가가 되길 원하는 부모 아래서 자란 소녀. 천부적인 재능을 타고 났을 뿐 아니라 끊임없는 노력과 연습을 하여 프로 무용가로 크게 성장해나간다. 결국 당대 최고의 모던 댄스팀에 캐스팅이 된다. 그녀는 자신의 꿈을 이루기위해 사랑하는 애인 빅터와 결별하고, 학교에서도 자퇴한다.
케빈 (배우: 폴 맥길)
실기시험 과목_ 댄스
최고의 무용수가 되겠다는 꿈을 가지고 고향인 아이오와에서 멀리 떠나와 뉴욕 예술학교에 입학하게 된다. 프로 무용수가 되기 위해 갖은 노력을 다하며 누구보다도 열심히 연습하지만 타고난 재능이 부족한 탓에 크게 성장하지 못한다. 추천서를 써달라는 그의 부탁에 린 교수는 거절하며 그에게 교사가 될 것을 권유한다. 이에 크게 좌절한 케빈은 자살까지 시도한다.
빅터 (배우: 월터 페레즈)
실기시험 과목_ 피아노
직접 작곡한 곡을 선보여 실기시험을 통과할 만큼 작곡에 끼가 있다. 피아노를 전공으로 입학하여 클래식 음악을 배우지만 크게 흥미를 느끼지 못하고 교수와도 갈등을 겪는다. 첫눈에 반한 앨리스와의 사랑에도 성공하고 직접 프로듀싱한 음악도 사람들의 인정을 받았지만 차가운 현실에 부닥치며 사랑과 꿈에 실패와 좌절을 맛보게 된다.
말릭 (배우: 콜린스 페니)
실기시험 과목_ 연기
엄마 몰래 예술학교에 입학했다. 연기를 전공으로 학교에 들어왔지만 정작 그의 꿈은 래퍼이다. 상처많은 과거로 인해 어둡고 사나운 면이 있지만 엘빈 교수의 끊임없는 관심과 조언으로 조금씩 변화해간다. 엄마의 반대와 세상의 외면에 좌절하지만 꿈을 포기하지 않고 이루기위해 꾸준히 노력한다.
드니스 (배우: 나투리 노튼)
실기시험 과목_ 피아노
딸에게 클래식을 전공시키려는 부모님의 강한 의지로 어렸을 적부터 클래식 피아노 연주만 해왔다. 스스로의 끊임없는 연습으로 학교 내에서 제일 가는 연주자가 됐지만 정작 그녀는 노래 부르는 것을 좋아한다. 우연한 기회로 그녀가 노래부르는 것을 본 말릭의 권유로 힙합의 세계에 눈을 뜨게 된다.
네일 (배우: 폴 이아코노)
실기시험 과목_ 연기
감독이 되고자하는 꿈에 대한 확신과 열정이 대단하다. 늘 카메라를 들고 다니며 자유분방하고 활력 넘치는 학교의 일상들을 촬영한다.
조이 (배우: 애나 마리아 페레스 데 타그레)
실기시험 과목_ 연기
늘 자신감이 넘치고 유쾌한 소녀다. 케빈의 친구로서 그에게 좋은 힘이 되주고 닐의 파트너가 되어 작품에도 참여한다.
----------------------------------------------------------------------------------------------------------------------------------------------------------------------------------------

### 교수
조엘 크랜스턴 (배우: 켈시 그래머)
담당_ 피아노
클래식을 그 어떤 장르보다도 중요시 여기며 클래식 연주를 연습해가는 과정이 개인이 가지고 있는 재능을 자유롭게 해준다고 믿는다. 학생 한 명 한 명 연습하는 모습을 지켜보며 맘에 안드는 부분은 고칠 때까지 말하는 엄격한 교수다.
프란 로완 (배우: 메건 멀랠리)
담당_ 노래
노래를 전공으로 대학을 졸업한 후 무대에 서기 위해 수많은 오디션을 보지만 매번 떨어진다. 결국 자신의 꿈에 대한 회의감을 느끼고 교사가 되었다. 예술학교의 노래 전공 교수답게 뛰어난 노래 실력을 가졌다.
린 크래프트 (배우: 비비 뉴워스)
담당_ 댄스
학생 한 명 한 명의 성장 모습을 지켜보며 현실적인 조언을 해준다. 겉은 냉정해보이지만 그 속내는 따뜻한 교수다.
엘빈 도드 (배우: 찰스 듀튼)
담당_ 연기
학생들이 이성보다는 본성에 따른, 자유로운 연기를 할 수 있도록 여러 훈련들을 시킨다. 특히 말린에게 관심을 가지며 그가 과거의 상처를 딛고 일어날 수 있도록 도와준다.

## 사운드트랙[2]
| 번호 | 곡명                       | 아티스트                                        |
| ---- | -------------------------- | ----------------------------------------------- |
| 1    | Welcome to P.A.            | Raney Shockne                                   |
| 2    | Fame                       | Naturi Naughton                                 |
| 3    | Big Things                 | Anjulie                                         |
| 4    | Ordinary People            | Asher book                                      |
| 5    | This Is My Life            | Hopsin                                          |
| 6    | (TITLE) Out Here On My Own | Naturi Naughton                                 |
| 7    | Street Hustlin'            | -Raney Shockne -Stella Moon                     |
| 8    | You'll Find A way          | Santigold                                       |
| 9    | Can't Hide From Love       | -Collins Pennie -Naturi Naughton                |
| 10   | Black & Gold               | Sam Sparro                                      |
| 11   | Back To Back               | -Ashleigh Haney -Collins Pennie                 |
| 12   | I Put A Spell On You       | -Eddie Wakes -Raney Shockne                     |
| 13   | Get On The Floor           | -Collins Pennie -Naturi Naughton                |
| 14   | Try                        | Asher Book                                      |
| 15   | You Took Advantage Of Me   | Megan Mullally                                  |
| 16   | Too Many Women             | Rachael Sage                                    |
| 17   | Someone To Watch Over Me   | Asher Book                                      |
| 18   | You Made Me Love You       | -Oren Waters -Raney Shockne                     |
| 19   | Hold Your Dream            | -Collins Pennie -Kay Panabaker -Naturi Naughton |

## 촬영 비하인드

### 캐스팅 비하인드
영화 <페임>의 가장 특별한 점은 배우들이 연기뿐만 아니라 춤, 노래, 그리고 악기 연주까지 가능해야 한다는 것. 영화를 위해 꼭 필요한 것들이다. 많은 수상 경력을 지닌 안무가 마가렛 데릭스와 함께 700명이 넘는 댄서들의 오디션을 진행했다.
다양한 분야의 댄서들을 찾아내고 싶었습니다. -마가렛 데릭스
영화 <페임>에 출연할 댄서 오디션이 열렸다. 약 600여명에 이르는 댄서들의 오디션을 보는 건 쉽지 않은 일이었다. 모두가 아주 훌륭한 재능을 가졌기 때문이다. 발레부터 재즈, 모던 댄스, 아프리카 민속춤까지 그들에게 다양한 종류의 춤을 요구했다.
마지막 순간, 오디션을 통과한 30명을 보았을 때 굉장한 만족과 기쁨을 느꼈다. -마가렛 데릭스

### 메이킹
오디션이 끝난 후 배우들과 댄서들은 영화에서 선보일 안무 연습을 위해 혹독한 합숙 훈련을 거쳤다.
멍이 들고 상처투성이였지만 충분한 가치가 있는 과정이었어요. -케링턴 페인 (앨리스 역)
오디션 도중 참가자들이 탭 댄스로 서로 경쟁하는 것을 본 케빈 탄차로엔 감독은 그 모습이 너무 마음에 들어서 바로 영화에 처용하기로 결정했다.
오디션 당시 원형으로 모인 참가자들이 한 명씩 나와서 탭 댄스 경쟁을 벌였는데 모두가 각기 다른 형식과 비트로 춤을 선보이는 것이 너무나 흥미롭고 역동적이어서 큰 감동을 받았어요. -케빈 탄차로엔 감독
영화의 오디션 과정처럼 예술 학교 입학을 위해서도 오디션을 거쳐야 한다. 영화 속 댄스 오디션 장면은 실제 오디션처럼 진행되었다.

### 댄스 비하인드

#### 블랙 앤 골드(Black & Gold)
첫 촬영 장면은 샘 스패로우의 '블랙 앤 골드 (Black & Gold)'에 맞춘 댄스 장면이었다. 밥 파시 스타일의 섹시하고 재즈 풍의 느낌을 담은 춤으로 케링턴 페인은 배우는 과정이나 공연 과정 모두 정말 재미있었다고 전했다.

#### 할로윈 파티
케빈 탄차로엔 감독은 코스튬 파티 장면 촬영을 위해 친구이자 최고의 힙합 안무가인 '라엘 드니가'를 초청했다.
크리스트 플로레스와 라엘 그리고 다른 댄서들이 함께 멋진 힙합 댄스 장면을 완성해냈다.
촬영 틈틈이 라엘이 안무를 짜는 모습을 보면서 모두가 "저건 뭐지?"하며 놀라워했다고 한다.
힙합에 강약 리듬이 살아있는 게 특징이다.

#### 졸업식 (Hold Your Dream)
그 마지막 졸업 파티 순간은 아프리카 스타일의 춤으로 채웠다.
올버니에 있는 아프리카인 수업에 참관한 경험이 있는데 그 곳은 온갖 종류의 악기들로 가득 했습니다. 상당히 흥미로웠고 영화에 꼭 넣고 싶다고 생각했죠.
-케빈 탄차로엔 감독

## 영화사[3]
- 제작사: 레이크쇼어 엔터테인먼트 Lakeshore Entertainment

- 배급사: 롯데쇼핑㈜롯데엔터테인먼트 Lotte shopping Lotte Entertainment Co.,Ltd

- 수입사: (주)누리픽쳐스 NOORI PICTURES